# Municípios do Montenegro

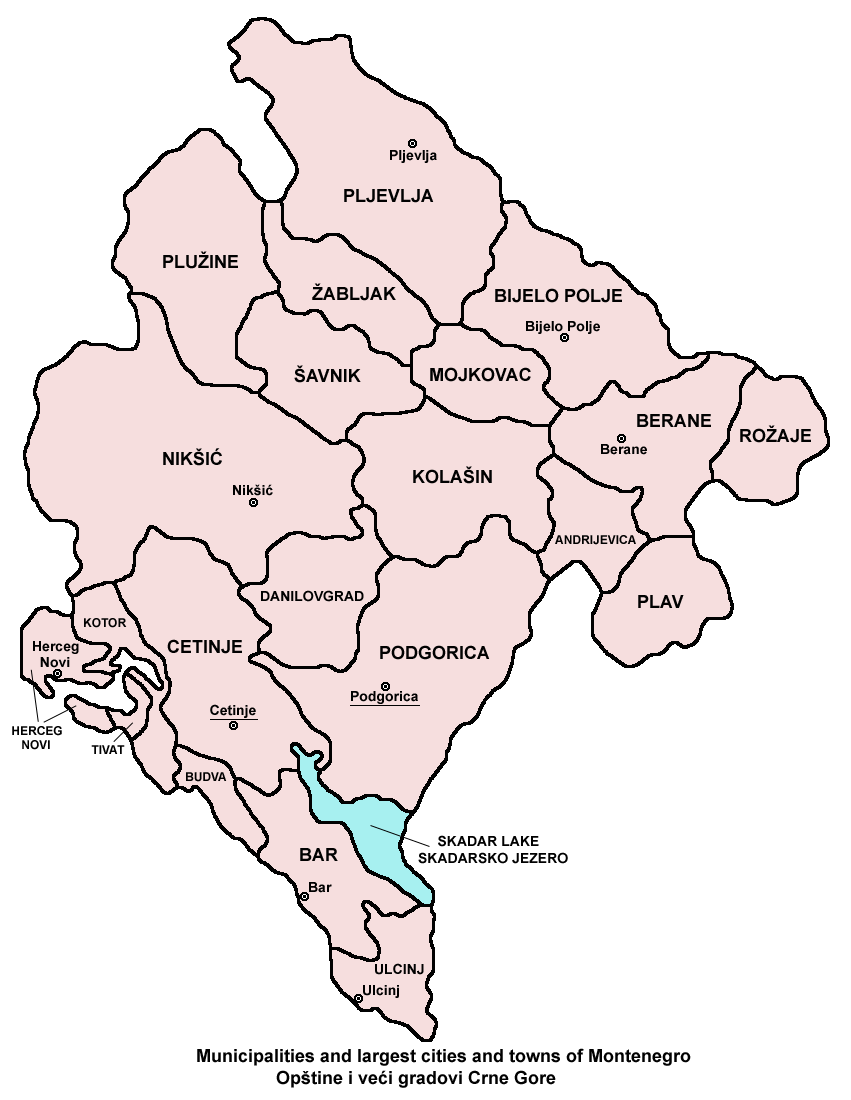
Os municípios de Montenegro

O Montenegro está dividido em 21 municípios (Општина, opština), e dois municípios urbanos (градска општина, gradska opština), subdivisões do municío de Podgorica.
- Andrijevica
- Bar
- Berane
- Bijelo Polje
- Budva
- Cetinje
- Danilovgrad
- Herceg-Novi
- Kolašin
- Kotor
- Mojkovac
- Nikšić
- Plav
- Plužine
- Pljevlja
- Podgorica
- Rožaje
- Šavnik
- Tivat
- Ulcinj
- Žabljak

## Possíveis futuros municípios
- Municípios de Gusinje
- Municípios de Petnjica

## Mais informações sobre os Municípios
| #  | Crest | Município    | Área  | Área | População | População | Densidade | Densidade | Maioria étnica (2003) | Língua predominante | Religião predominante |
| #  | Crest | Município    | km²   | Rank | Total     | Rank      | Pop/km²   | Rank      | Maioria étnica (2003) | Língua predominante | Religião predominante |
| -- | ----- | ------------ | ----- | ---- | --------- | --------- | --------- | --------- | --------------------- | ------------------- | --------------------- |
| 1  |       | Andrijevica  | 283   | 17   | 5,785     | 18        | 20        |           | Sérvio (69.61%)       | Sérvio              | Ortodoxa Oriental     |
| 2  |       | Bar          | 598   | 9    | 40,037    | 4         | 67        |           | Não majoritário (Mo)  | Sérvio              | Ortodoxa Oriental     |
| 3  |       | Berane       | 717   | 8    | 35,068    | 6         | 49        |           | Não majoritário (Sr)  | Sérvio              | Ortodoxa Oriental     |
| 4  |       | Bijelo Polje | 924   | 4    | 50,284    | 3         | 54        |           | Não majoritário (Sr)  | Sérvio              | Ortodoxa Oriental     |
| 5  |       | Budva        | 122   | 20   | 15,909    | 13        | 130       |           | Não majoritário (Mo)  | Sérvio              | Ortodoxa Oriental     |
| 6  |       | Cetinje      | 899   | 5    | 18,482    | 11        | 21        |           | Montenegrino (90.28%) | Montenegrino        | Ortodoxa Oriental     |
| 7  |       | Danilovgrad  | 501   | 11   | 16,523    | 12        | 33        |           | Montenegrino (67.93%) | Sérvio              | Ortodoxa Oriental     |
| 8  |       | Herceg Novi  | 235   | 19   | 33,034    | 7         | 141       |           | Sérvio (52.45%)       | Sérvio              | Ortodoxa Oriental     |
| 9  |       | Kolašin      | 897   | 6    | 9,949     | 17        | 11        |           | Montenegrino (50.65%) | Sérvio              | Ortodoxa Oriental     |
| 10 |       | Kotor        | 335   | 16   | 22,947    | 8         | 68        |           | Não majoritário (Mo)  | Sérvio              | Ortodoxa Oriental     |
| 11 |       | Mojkovac     | 367   | 15   | 10,066    | 16        | 27        |           | Montenegrino (54.77%) | Sérvio              | Ortodoxa Oriental     |
| 12 |       | Nikšić       | 2,065 | 1    | 75,282    | 2         | 36        |           | Montenegrino (62.50%) | Sérvio              | Ortodoxa Oriental     |
| 13 |       | Plav         | 486   | 12   | 13,805    | 14        | 28        |           | Bósnio (50.73%)       | Bósnio              | Muçulmano             |
| 14 |       | Plužine      | 854   | 7    | 4,272     | 19        | 5         |           | Sérvio (60.51%)       | Sérvio              | Ortodoxa Oriental     |
| 15 |       | Pljevlja     | 1,346 | 5    | 36,918    | 3         | 27        |           | Sérvio (59.52%)       | Sérvio              | Ortodoxa Oriental     |
| 16 |       | Podgorica    | 1,399 | 2    | 169,132   | 1         | 121       |           | Montenegrino (56.96%) | Sérvio              | Ortodoxa Oriental     |
| 17 |       | Rožaje       | 432   | 14   | 22,693    | 9         | 53        |           | Bósnio (82.09%)       | Bósnio              | Muçulmano             |
| 18 |       | Šavnik       | 553   | 10   | 2,947     | 21        | 5         |           | Não majoritário (Sr)  | Sérvio              | Ortodoxa Oriental     |
| 19 |       | Tivat        | 46    | 21   | 13,630    | 15        | 296       |           | Não majoritário (Sr)  | Sérvio              | Ortodoxa Oriental     |
| 20 |       | Ulcinj       | 255   | 18   | 20,290    | 10        | 80        |           | Albanês (72.14%)      | Albanês             | Muçulmano             |
| 21 |       | Žabljak      | 445   | 13   | 4,204     | 20        | 9         |           | Sérvio (50.15%)       | Sérvio              | Ortodoxa Oriental     |